# Ramioul
Ramioul is een plaats in de deelgemeente Ivoz-Ramet van de gemeente Flémalle in de Belgische provincie Luik. Ramioul ligt aan de Maas, aan de westrand van de Luikse stadsagglomeratie.

## Geschiedenis
Ramiloul behoorde, samen met het hoger gelegen Sart-le-Diable, tot een heerlijkheid die toebehoorde aan het Hertogdom Neder-Lotharingen. Het was hertog Godfried van Bouillon die de heerlijkheid schonk aan het Kapittel van Sint-Servaas te Maastricht. In 1236 kwam de heerlijkheid aan de Abdij van Val-Saint-Lambert, die daartoe een jaarlijkse vergoeding moest betalen. Dat gebeurde niet altijd correct waardoor de heerlijkheid weer in handen van adellijke families terechtkwam.
De heerlijkheid omvatte een kasteel en een gerechtshof.

## Bezienswaardigheden
- De Grot van Ramioul (Grotte de Ramioul) werd in 1911 ontdekt en er bleken neanderthalers en mensen uit het Moustérien te hebben geleefd. De grot moest beschermd worden aangezien zich in de nabijheid steengroeven bevinden. Bij de grot bevindt zich het Prehistomuseum, dat archeologie en geologie belicht.
- Het Kasteel van Ramioul (Château de Ramioul) werd in de 19e eeuw grotendeels verbouwd en werd ook vergroot om er een pensionaat in te vestigen. De toegangspoort is 17e-eeuws. Bij het kasteel bevindt zich een boerderij.

## Natuur en landschap
Via de Route des Trente-six Tournants kan men de zuidelijke helling van de Maasvallei bestijgen. Deze helling is zeer bosrijk maar er bevinden zich daar ook enkele grote steengroeven.

## Nabijgelegen kernen
Ramet, Clermont-sous-Huy, Neuville-en-Condroz